# Mount Sterling, Illinois
Mount Sterling là một thành phố thuộc quận Brown, tiểu bang Illinois, Hoa Kỳ. Năm 2010, dân số của thành phố này là 2025 người.

## Dân số
Dân số qua các năm:
- Năm 2000: 2070 người.
- Năm 2010: 2025 người.